# Arawalli, Sampgaon
Arawalli là một làng thuộc tehsil Sampgaon, huyện Belgaum, bang Karnataka, Ấn Độ.